# World of Warcraft: Battle for Azeroth
World of Warcraft: Battle for Azeroth is de zevende uitbreiding op het massively multiplayer online role-playing game (MMORPG) World of Warcraft. Battle for Azeroth werd aangekondigd in november 2017 op BlizzCon 2017 en uitgebracht op 14 augustus 2018.